# Brian Baker
Brian Richard Baker (Nashville, 30 d'abril de 1985) és un tennista professional estatunidenc.
Com a juvenil, Baker va guanyar l'Orange Bowl de 2002. El 2003 va arribar a la final del Roland Garros en categoria júnior després de derrotar a Markos Bagdatís als quarts de final i a Jo-Wilfried Tsonga en les semifinals. A la final va perdre amb Stan Wawrinka. Baker va arribar al número 2 d'individual i al número 5 de dobles als rànquings mundials júnior.
Fou assistent d'entrenador en la Belmont University de Nashville durant quatre anys. Va estudiar empresarials i finances en la mateixa universitat.

## Palmarès: 2 (0−2)

### Individual: 1 (0−1)
| Llegenda (pre/post 2009)                                 |
| -------------------------------------------------------- |
| Grand Slams (0−0)                                        |
| Tennis Masters Cup / ATP Finals (0−0)                    |
| ATP Masters Series / ATP World Tour Masters 1000 (0−0)   |
| ATP International Series Gold / ATP World Tour 500 (0−0) |
| ATP International Series / ATP World Tour 250 (0−1)      |

| Títols per superfície |
| --------------------- |
| Dura (0−0)            |
| Gespa (0−0)           |
| Terra batuda (0−1)    |

| Resultat  | Núm. | Data               | Torneig      | Superfície   | Oponent en la final | Marcador |
| --------- | ---- | ------------------ | ------------ | ------------ | ------------------- | -------- |
| Finalista | 1.   | 27 de maig de 2012 | Niça, França | Terra batuda | Nicolás Almagro     | 3−6, 2−6 |

### Dobles: 2 (2−0)
| Llegenda (pre/post 2009)                                 |
| -------------------------------------------------------- |
| Grand Slams (0−0)                                        |
| Tennis Masters Cup / ATP Finals (0−0)                    |
| ATP Masters Series / ATP World Tour Masters 1000 (0−0)   |
| ATP International Series Gold / ATP World Tour 500 (0−0) |
| ATP International Series / ATP World Tour 250 (2−0)      |

| Títols per superfície |
| --------------------- |
| Dura (1−0)            |
| Gespa (0−0)           |
| Terra batuda (1−0)    |

| Resultat  | Núm. | Data                 | Torneig               | Superfície   | Parella       | Oponents en la final              | Marcador    |
| --------- | ---- | -------------------- | --------------------- | ------------ | ------------- | --------------------------------- | ----------- |
| Guanyador | 1.   | 19 de febrer de 2017 | Memphis, Estats Units | Dura (i)     | Nikola Mektić | Ryan Harrison Steve Johnson       | 6−3, 6−4    |
| Guanyador | 2.   | 30 d'abril de 2017   | Budapest, Hongria     | Terra batuda | Nikola Mektić | Juan Sebastián Cabal Robert Farah | 7−6(2), 6−4 |

## Trajectòria

### Individual
| Torneig | 2001 | 2002 | 2003 | 2004 | 2005 | 2006 | 2007 | 2008 | 2009 | 2010 | 2011 | 2012  | 2013 | 2014 | 2015 | 2016 | 2017 | Títols | V – D |
| --- | ---- | ---- | ---- | ---- | ---- | ---- | ---- | ---- | ---- | ---- | ---- | ----- | ---- | ---- | ---- | ---- | ---- | ------ | ----- |
| Open d'Austràlia | A    | A    | A    | A    | Q1   | A    | A    | A    | A    | A    | A    | A     | 2R   | A    | A    | 1R   | Q1   | 0 / 2  | 1–2   |
| Roland Garros | A    | A    | A    | A    | Q1   | A    | A    | A    | A    | A    | A    | 2R    | A    | A    | A    | 1R   | A    | 0 / 2  | 1–2   |
| Wimbledon | A    | A    | A    | A    | Q1   | A    | A    | A    | A    | A    | A    | 4R    | A    | A    | A    | 1R   | A    | 0 / 2  | 3–2   |
| US Open | Q1   | Q1   | 1R   | 1R   | 2R   | A    | A    | A    | A    | A    | A    | 2R    | 1R   | A    | A    | 1R   | A    | 0 / 6  | 2–6   |
| Total Victòries–Derrotes                                                                                                  | 0−0  | 0−1  | 0−3  | 2−5  | 2−3  | 0−0  | 0−0  | 0−0  | 0−0  | 0−0  | 0−0  | 11−13 | 3−5  | 0−0  | 0−0  | 2−10 | 0−0  | 20–40  | 20–40 |
| Rànquing a final d'any | –    | 614  | 422  | 178  | 205  | –    | 842  | –    | –    | –    | 456  | 61    | 359  | –    | –    | 245  | 1129 |        |       |
| Llegenda: G: Guanyador; F: Finalista; SF: Semifinalista; QF: Quarts de final; Q: Qualificació; A: Absent; RR: Round Robin |      |      |      |      |      |      |      |      |      |      |      |       |      |      |      |      |      |        |       |